# 1974 en sports équestres
Chronologie des sports équestres
- 1973 en sports équestres - 1974 en sports équestres - 1975 en sports équestres

Cet article présente les faits marquants de l'année 1974 en sports équestres.

## Événements

### Année
- première édition du championnat du monde d'attelage à quatre chevaux.